# Baixa Bretanya

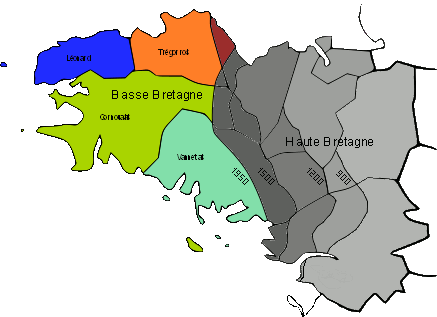
La Baixa Bretanya de llengua bretona en colors i l'Alta Bretanya de llengua gal·lona en gris.

La Baixa Bretanya, (en bretó Breizh Izel) designa per oposició a l'Alta Bretanya tota la part occidental de la Bretanya on tradicionalment s'hi ha parlat bretó.

## El nom
Si hom es refereix a exemples d'altres regions amb relleu important (per exemple, els Alps), els qualificatius "Alt" i "Baix" es refereixen a l'altitud de les regions. No obstant això, l'elevació de la Baixa Bretanya és superior a la de l'Alta Bretanya.
En francès antic "alt" significa "prop de la capital de la província" i "baix" significa "allunyat de la capital", com il·lustra amb l'exemple de les dues Normandies: l'Alta Normandia és la regió prop de Rouen, mentre que la Baixa Normandia és la més distant de la capital regional. El mateix passa amb la Baixa Lorena i l'Alta Lorena, el Baix Poitou i l'Alt Poitou), etc. En geografia, l'adjectiu "baix" no porta la connotació pejorativa, però sí que pot tenir aquesta connotació en francès modern: per tant els habitants del departament de Baixos Pirineus i Baixos Alps els canviaren pels de Pirineus Atlàntics i Alps d'Alta Provença. Avui dia aquest terme és sovint omís o substituït, com la Universitat de Bretanya Occidental, Télé Bretagne Ouest (Tébéo).
Hi ha una altra explicació. A l'edat mitjana, el cristianisme tenia un lloc molt important en Europa, i els mapes sovint estaven orientats cap a Jerusalem, la capital de la cristiandat. Per tant, en els mapes antics, la Bretanya de parla francesa va aparèixer a la part superior i la Bretanya de llengua bretona va aparèixer a la part inferior.
El terme bretó Breizh Izel s'esmenta en moltes cançons bretones del segle xix i XX. També fou adoptat per l'emissora de ràdio regional France Bleu Breizh Izel, perquè aquesta paraula no té un significat pejoratiu en bretó. Contràriament en francès, el terme "baix-bretó" s'ha usat amb regularitat per expressar desdeny vers els bretons i el seu idioma.

## Límits entre la Baixa Bretanya i l'Alta Bretanya
Ni l'Alta Bretanya ni la Baixa Bretanya existeixen oficialment, així que no hi ha un límit administratiu, sinó que es basa en la frontera lingüística bretona, que ha seguit l'evolució de les zones geogràfiques on es parla gal·ló i bretó fins a la Segona Guerra Mundial.
L'existència de dues Bretanyes lingüísticament diferents té una confirmació primerenca. En el segle XV la cancelleria pontifical, que demanava als seus capellans parlar la llengua del seu ramat, distingia la Brittania gallicana i la Brittannia britonizans.
Alfred de Courcy va assenyalar a Le Breton el 1840 les diferències radicals entre les dues Bretanyes: La llengua és la diferència més notable: una línia traçada des de la desembocadura del Vilaine a Châtelaudren separaria molt bé les dues parts de la Província: sota d'aquesta línia, només es parla francès o un dialecte bord, però el pagès de la Baixa Bretanya ha conservat l'idioma antic, i els celtes, els seus pares, no hi trobarien en ells més que les seves característiques i la seva sang.
En l'actualitat, es considera que Baixa Bretanya correspon a tot el departament de Finisterre i gran part dels departaments occidentals de Costes d'Armor i Morbihan; per la seva banda, l'Alta Bretanya comprèn principalment els departaments d'Ille i Vilaine i Loira Atlàntic i part oriental de Costes d'Armor.
Tanmateix, aquests límits són molt relatius perquè són borrosos i força porosos. Rennes i Nantes per exemple, tot i que gal·lòfones, van conèixer una forta influència bretonòfona en l'edat mitjana, mentre que Vannes i Brest, en zona bretonòfona, s'hi parlava bretó i francès. De la mateixa manera, Saint-Brieuc, a l'Alta Bretanya, durant molt temps fou considerat un enclavament bretonòfon en territori gal·ló.
En el cas particular de Nantes, excèntrica i teatre d'importants flux de poblacions diverses després del comerç triangular al segle xvii fins a la industrialització (chantiers navals de Saint-Nazaire), també constitueix una altra pas en la distinció entre Alta i Baixa Bretanya.

## Evolució dels límits Alta Bretanya/Baixa Bretanya
En el segle ix, les llengües d'oïl (picard, bretoromà) mostren una tendència que transforma les -ac en -é o -ay. En el desenvolupament d'una recerca toponímica en les diferents comunes, superposant-hi els noms de municipis començats en tre-, hom pot definir els límits bretó-gal·ló en aquella època. Aleshores es trobava més a l'est, vora Nantes i Rennes. Una comuna d'Ille i Vilaine, vora de Saint-Malo s'anomena Pleugueneuc: aquest nom fa referència al "plou", que significa parròquia en bretó, i a Guéhénoc, nom del seu fundador.
El 1554, des del punt de vista marítim de Jean Fonteneau, mariner de La Rochelle, el límit arribava a Saint-Brieuc al Croisic.
El 1806 es va fer una recerca dels límits als departaments de Costes d'Armor i Morbihan per Charles Coquebert de Montbret en resposta a una petició de l'emperador Napoleó I.